# Eugeniusz Bodo

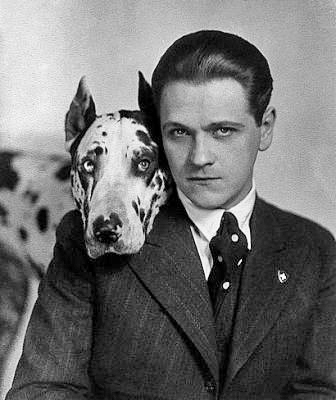
Eugeniusz Bodo mit seinem Hund "Sambo"

Eugeniusz Bodo (eigentlich Bohdan Eugène Junod; * 28. Dezember 1899 in Genf; † 7. Oktober 1943 in Kotlas, Sowjetunion) war einer der populärsten polnischen Schauspieler und Filmregisseure der Zwischenkriegszeit.

## Leben
Er wurde als einziger Sohn des schweizerischen Ingenieurs Theodor Junod (Calvinist) und der Polin Jadwiga Anna Dorota Dylewska (katholisch) vermutlich in Genf (andere behaupten in Warschau) geboren und behielt zeit seines Lebens die Schweizer Staatsbürgerschaft. Die Familie zog 1910 nach Łódź, wo der Vater das Revuekino „Urania“ eröffnete. 1917 zog Junod nach Posen um und wurde Ensemblemitglied des dortigen Apollo-Theaters. 1919 ging er mit seinem neuen Namen versehen (die polnische Variante seines zweiten Vornamens und der Nachname gebildet aus den jeweils ersten beiden Buchstaben der Vornamen Bohdan und Dorota von ihm und seiner Mutter) nach Warschau, um an verschiedenen Musicaltheatern zu spielen. Einzelne Rollen spielte er auch am dortigen Teatr Polski und am Teatr Lutnia in Wilna.
Mit dem aufkommenden Tonfilm startete Bodo eine neue Karriere. In über 30 Streifen, v. a. Musikfilmen, wirkte er bis 1939 mit. In den dreißiger Jahren erhielt er verschiedene Ehrungen, u. a. als „König der polnischen Schauspieler“. Er nutzte seine Kinoerfolge auch im finanziellen Bereich. So gründete er 1931 das Filmstudio B.W.B. mit und eröffnete zwei Jahre später eine eigene Produktionsfirma mit dem Titel Urania. Im Frühjahr 1939 eröffnete er wie sein Kollege Mieczysław Fogg ein eigenes Café in Warschau. Nachdem dieses unter deutscher Besatzung zu einem Wehrmachtscafé „nur für Deutsche“ umgewandelt wurde, vermietete er es und floh ins sowjetisch besetzte Lemberg, wo noch eine polnische Kulturszene existierte. Dort schloss er sich der renommierten Band Jazz Tea des Komponisten und Bandleaders Henryk Wars an, der später in Hollywood Karriere machen sollte. Im Juni 1941 wurde er vom NKWD verhaftet und trotz seines Schweizer Passes in den Gulag deportiert. Der Pass verhinderte auch, dass er unter die Amnestie für polnische Staatsbürger in der UdSSR infolge des Sikorski-Majski-Abkommens fiel. Über verschiedene Gefängnisse kam er in ein Lager in der Nähe der Stadt Kotlas, wo er im Herbst 1943 starb. Diese Tatsache widersprach der Version zu Zeiten der Volksrepublik Polen, während dort behauptet wurde, dass Bodo von den Deutschen erschossen wurde, nach ihrem Einmarsch in Lemberg.

## Filme
- Rywale (als Geniuś) 1925
- Czerwony błazen 1926
- Uśmiech losu (als Revuetänzer) 1927
- Człowiek o błękitnej duszy (als Bildhauer) 1929
- Policmajster Tagiejew (als Markowskij) 1929
- Kult ciała (als Franciszek, Czesławs Helfer) 1930
- Na Sybir (als Arbeiter) 1930
- Niebezpieczny romans (als Chef einer Einbrecherbande) 1930
- Uroda życia (1930) (als Roszow) 1930
- Wiatr od morza (als Otto) 1930
- Bezimienni bohaterowie (als Polizeihauptmann) 1932
- Głos pustyni (als Scheich Abdullah) 1932
- Jego ekscelencja subiekt (als Jurek, Hauptrolle) 1933
- Zabawka (als Kuźma, Sohn eines Waldarbeiters) 1933
- Czarna perła (als Stefan) 1934
- Czy Lucyna to dziewczyna? (als Ingenieur Stefan Żarnowski) 1934
- Kocha, lubi, szanuje (als Apothekenpraktikant Władysław) 1934
- Pieśniarz Warszawy (als Julian) 1934
- Jaśnie pan szofer (als Boratyński) 1935
- Amerykańska awantura (als Paweł) 1936
- Książątko (als Tadeusz Rolski) 1937
- Piętro wyżej (als Radiosprecher Henryk Pączek) 1937
- Skłamałam (as Karol Borowicz) 1937
- Paweł i Gaweł (als Paweł) 1938
- Robert i Bertrand (als Bertrand) 1938
- Strachy (als Zygmunt Modecki) 1938
- Za winy niepopełnione (als Torrence, Holskis Freund und Partner) 1938